# Gnoble
Gnoble（グノーブル）は、首都圏に展開する、中学受験・大学受験を主とした進学塾・教育機関である。株式会社グノーブリンクが運営している。

## 概要
首都圏に大学受験、中学受験向けの進学塾と、個別指導グノリンク、英会話グノキッズを展開する。本部は新宿（JR新宿駅南口２分）。
塾名のGnobleとは、独自の造語である。Gnoは「知」、‐bleは「力」を表している。Gnoは、knowを意味するギリシャ語、‐bleは、ableに由来し、oは「知識のつながり」、「人と人とのつながり」を意味している。

## 沿革
- 2006年7月　NEXUS（旧SAPIX高等部NEXUS渋谷→現Y-SAPIX高校生コース）の代表であった中山伸幸がNEXUSを辞し、その後、「知の力を活かせる人に」をスローガンにGnobleを創立。[3]
- 2008年8月　PHP研究社より「英語スピード読解力」を発行。
- 2011年11月　ロゴマークをリニューアル。背景には、生徒の未来。社会の未来。そして授業への熱意が込められている。（渋谷本館横には巨大サインが設置されている）
- 2011年12月　お茶の水本館を新たに開設。
- 2013年7月　『中学受験グノーブル』東京校・自由が丘校・成城学園校　3校を開校。『個別指導グノリンク』を同時開講。
- 2013年9月　『中学受験グノーブル』『個別指導グノリンク』西船橋校開校。
- 2013年10月　『英会話グノキッズ』自由が丘校・成城学園校開校。
- 2013年12月　『個別指導グノリンク』白金高輪校開校。
- 2014年4月　『中学受験グノーブル』白金高輪校・『中学受験グノーブル』『個別指導グノリンク』吉祥寺校開校。
- 2015年9月　『個別指導グノリンク』渋谷校開校。
- 2015年11月　『英会話グノキッズ』白金高輪校開校。
- 2016年2月　『英会話グノキッズ』日本橋校開校。
- 2016年9月　『中学受験グノーブル』『個別指導グノリンク』横浜校開校。
- 2017年10月　『中学受験グノーブル』『個別指導グノリンク』お茶の水校開校。
- 2017年10月　『英会話グノキッズ』経堂校開校。
- 2018年4月　『個別指導グノリンク』四谷校開校。
- 2018年9月　『個別指導グノリンク』巣鴨校開校。
- 2018年10月　『中学受験グノーブル』『英会話グノキッズ』たまプラーザ校開校。
- 2019年7月　『中学受験グノーブル』巣鴨校・武蔵小杉校開校。
- 2020年2月　『大学受験グノーブル』たまプラーザ校開校。[4]
- 2022年2月　『中学受験グノーブル』 西船橋校移転。本八幡校開校。